# (149450) 2003 CE14
2003 سي إي 14 (ويعرف أيضًا باسم (149450) 2003 سي إي 14 وفق تسمية الكوكب الصغير) (بالإنجليزية: 2003 CE14)‏ هو كويكب ضمن حزام الكويكبات؛ وترتيبه 149450 من حيث الاكتشاف.
اكتُشف هذا الجُرم الفلكي بواسطة جيمس ويتني يونغ في 6 فبراير 2003.

## وصلات خارجية
- (149450) 2003 CE14 في قاعدة بيانات مختبر الدفع النفاث لأجرام النظام الشمسي الصغيرة

- الاكتشاف · مخطط المدار ·  العناصر المدارية · المعلمات المادية

- (149450) 2003 CE14 على موقع ويكي سكاي: DSS2, SDSS, GALEX, IRAS, Hydrogen α, X-Ray, Astrophoto, Sky Map, Articles and images